# ローレル (小惑星)
ローレル (2865 Laurel) は小惑星帯に位置するマリア族の小惑星。南アフリカのシリル・ジャクソンによって発見された。
小惑星2865番と2866番の名前はサイレント映画からトーキーへの過渡期に活躍したアメリカの喜劇俳優コンビ、ローレル&ハーディに由来しており、2865番はチビではにかみ屋のスタン・ローレル (Stan Laurel) に因んで命名された。